# 腺毛藤菊
腺毛藤菊（学名：Cissampelopsis glandulosa）是菊科菊藤属的植物，为中国的特有植物。分布在中国大陆的云南等地，生长于海拔2,300米至2,400米的地区，多生在攀援山谷乔木上，目前尚未由人工引种栽培。